# Calixtus III
Calixtus III, född Alfonso de Borja el. Borgia 31 december 1378 i Valencia, Spanien, död 6 augusti 1458 i Rom, var påve från den 8 april 1455 till sin död drygt tre år senare, 6 augusti 1458.

## Biografi
Alfonso de Borja, som tillhörde den inflytelserika adelssläkten Borgia, föddes i Valencia 1378, tog parti för motpåven Benedictus XIII som utsåg honom till kanik, och fungerade som medlare mellan motpåvens efterträdare Clemens VIII och huvudfåran i kyrkan genom att övertala motpåven att ge upp sina anspråk. Av Martin V utnämndes Borja till biskop av Valencia i augusti 1429, och av Eugenius IV till kardinal den 2 maj 1444. Kardinal de Borja hade redan varit kandidat till påve vid tidigare val, när han den 8 april 1455 utsågs till att bekläda posten, då han antog namnet Calixtus III.
Calixtus främsta bekymmer var mobiliseringen av det kristna Europa mot turkarnas invasion. Han hade som kardinal förgäves låtit predika korståg mot turkarna, då dessa under Mehmet II erövrat Konstantinopel (1453). Som påve lät han sända nuntier till alla Europas länder för att övertala furstarna att lägga personliga vendettor bakom sig för att göra gemensam sak mot Osmanska rikets framryckningar, och för att samla in skatter för att finansiera detta ändamål. Han bestämde att kyrkklockorna från och med dess skulle ringa klockan tolv på dagen varje dag, för att påminna de troende om att be för korsriddarnas framgång.
Fastän de europeiska monarkerna var ovilliga att hörsamma påvens maning till krig, fick hans ansträngningar dock det resultatet att turkarna fick lida ett nederlag vid slaget i Belgrad den 22 juli 1456, mot påvens trupper, ledda av general Hunyady. Framgångarna innebar en något större uppslutning kring korståget, däribland av Skanderbeg som framgångsrikt försvarade Albaniens självständighet. 
Calixtus var morbror till Alexander VI, som var en av två släktingar som han hade utnämnt till kardinal 1456. Hans pontifikat har kritiserats för nepotism, eftersom han därtill bland annat utnämnde släktingar till hertigar av Spoleto. I övrigt är Calixtus känd för att ha förklarat domen mot Jeanne d'Arc ogiltig och friat henne postumt från de anklagelser som ledde till dödsdomen mot henne.
Calixtus III och Alexander VI vilar tillsammans i den spanska nationskyrkan i Rom, Santa Maria di Monserrato.

## Psalmer
- Förläna oss Gudh så nådelig, latin Da pacem Domini. Publicerad i Göteborgspsalmboken 1650 och som nr 310 i 1695 års psalmbok Finns på Wikisource.
- Gudh gifwe wårom Konung och all Öfwerhet, publicerad i Göteborgspsalmboken 1650 och som nr 311 i 1695 års psalmbok Finns på Wikisource.